# 温莎 (纽约州)
温莎（英語：Windsor）是位于美国纽约州布鲁姆县的一个镇，地处布鲁姆县南端、宾汉姆顿以东。温莎镇是全县最大的城镇。2010年美国人口普查时，该镇有6247人。其面积为93平方英里。